# Readymades (hudební skupina)
Readymades byla americká hudební skupina ze San Francisca, hrající novou vlnu, aktivní v letech 1977 až 1979.

## Historie
Skupina debutovala v roce 1977 7" singlem s písněmi „Terry Is a Space Cadet“, „Supergirl“ a „Electric Toys“. V té době kapelu tvořili Wayne Ditzel (zpěv, kytara), Eric Lenchner (sólová kytara), Jonathan Postal (zpěv, baskytara), Morey Goldstein (zpěv, klávesy) a Tom Brown (bicí). V roce 1978 kapela jednala o pořízení nahrávky s producentem Johnem Calem pro jeho vydavatelství SPY Records, z čehož však sešlo. V roce 1980 vyšlo čtyřpísňové 12" extended play s písněmi „Runnin' Too Fast“, „Hollywood Honey“, „Babybaby“ a „Lolita“, jehož producentem byl Ken Kessie. Z původní pětice na nahrávce hráli již jen Ditzel a Goldstein, které doplnili noví členové Ricky Sludge (sólová kytara), Ben Shemuel (klávesy) a Paul DiMartino (bicí).
Třicet let po rozpadu kapely, v roce 2009, vyšel záznam San Francisco: Mostly Alive (vydavatelství Rave Up Records). Album obsahuje převážně nahrávky z koncertu v roce 1978, ale také demonahrávky a písně z prvního singlu. V roce 2020 vyšla kompilace v reedici na CD (původně vyšla jen na gramofonové desce) ve vydavatelství 415 Records (Liberation Hall). Na některých demonahrávkách kapela pracovala s producentem Sandym Pearlmanem, známým převážně díky své dlouholeté spolupráci s kapelou Blue Öyster Cult. Kapela předskakovala například skupinám The Stranglers, The Police, Talking Heads a Roxy Music.

## Diskografie
- Readymades (tři písně, 7" gramofonová deska, 1977)
- Readymades (čtyři písně, 12" gramofonová deska, 1980)
- San Francisco: Mostly Alive (12" gramofonová deska, 2009; reedice na CD, 2020)